# عثة قمرية

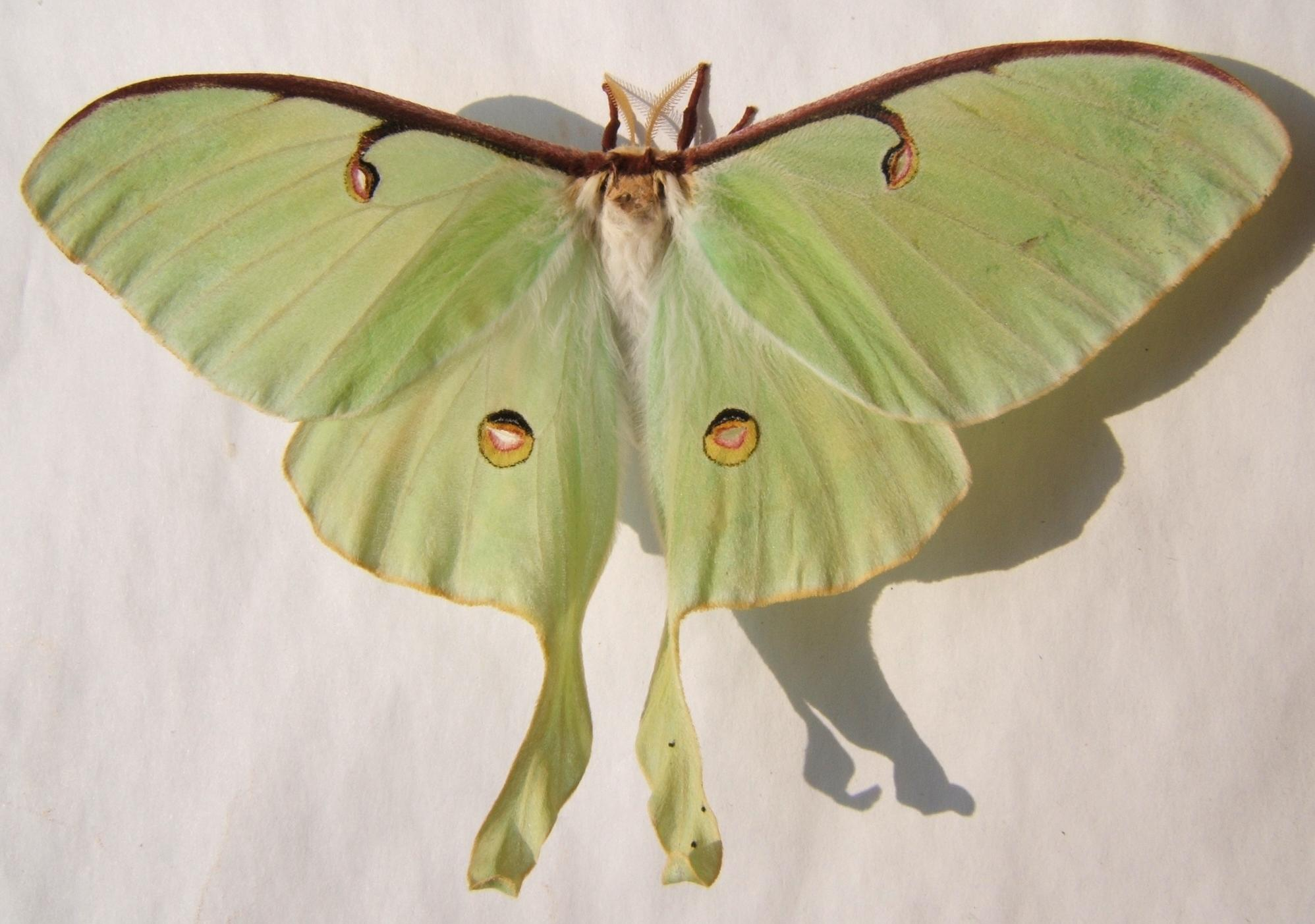

العثة القمرية أو عثة لونا أو فراشة لونا (بالإنجليزية: Luna Moth) هي إحدى أكبر العثث المعروفة وأكثرها جمالاً، تنتمي إلى فصيلة الديدان الحريرية والعثث الملكية. تتميز العثث القمرية بجناحيها المذيلة والضخمة نسبياً، حيث يتراوح عرضهما ما بين 4.5 إلى 5 بوصات ، ولونها الأخضر الليموني (الأخضر المصفر)، إضافة إلى البقع العينية الصغيرة على كلا الجناحين.

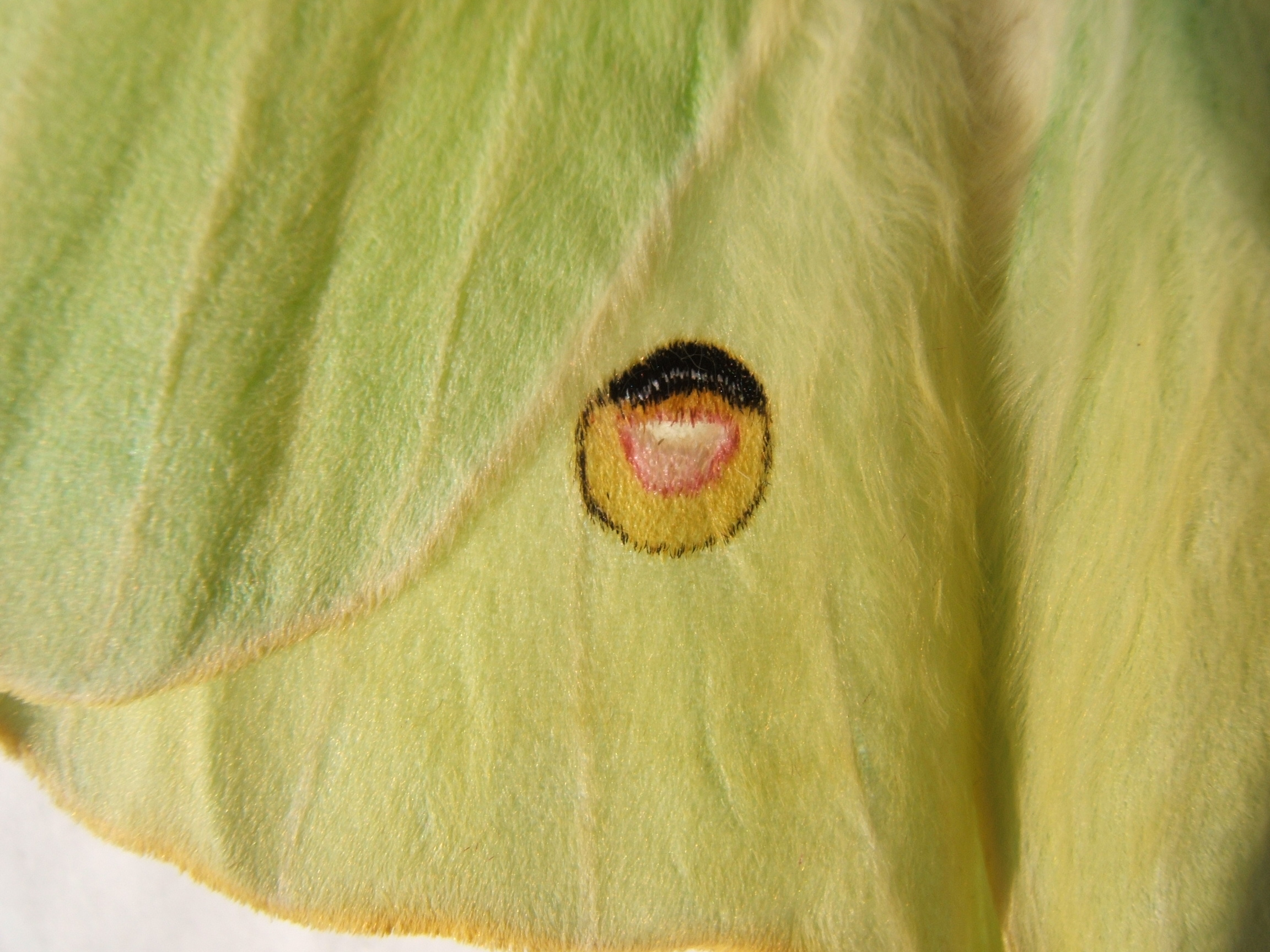
البقعة العينية على جناح عثة قمرية

تنتشر هذه العثث في أمريكا الشمالية، وبالرغم من شيوعها، يصعب البحث عنها، ونادرا ما يمكن الحصول عليها، إذ أن دورة حياتها القصيرة التي لا تتعدى في غالبية الأوقات أسبوعاً واحداً، وكونها إحدى الحيوانات الليلية يحول دون ذلك.

## دورة حياتها

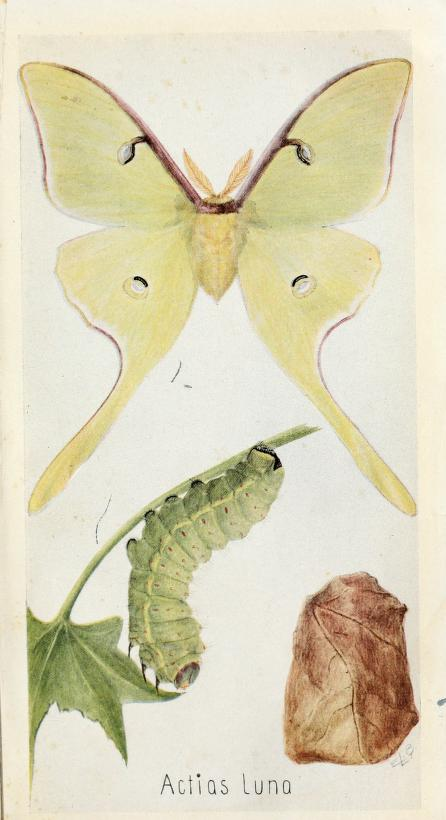
رسم توضيحي من كتاب الحشرات الميداني

تعتمد دورة حياتها على المناخ اللذي تعيش فيه، وتنتج عثة لونا عددا من الاجيال، ففي كندا والمناطق الشمالية تستطيع العيش ل7 أيام وتنتج جيل واحد فقط طوال السنة، حيث تصل سن البلوغ في وقت مبكر من شهري حزيران وتموز، وفي مناطق شمال شرق الولايات المتحدة كـ نيويورك ونيوجرسي تنتج العثة جيلين في السنة، اولهما يظهر في نيسان وايار، والثاني يمكن مشاهدته بعد 9 إلى 11 اسبوعا، اما في جنوب الولايات المتحدة فيمكن ان يكون هناك أكثر من ثلاثة اجيال.
ومن الأشياء المميزة هو أن العثث القمرية تمتلك جهازا هضميا أثناء طور اليرقة وتاكل بشراهة لكنه يصاب بالضمور بعد البلوغ فلا تستطيع العثث البالغة أن تأكل. لكن الغذاء الذي استهلكته خلال طور اليرقة يمكّنها من التكاثر ومواصلة الحياة لأيام معدودة.